# Giovanni De Briganti
Giovanni De Briganti (Firenze, 1892 – Pisa, 8 novembre 1937) è stato un aviatore e militare italiano, pilota di grande esperienza del Servizio Aeronautico durante la prima guerra mondiale, dove fu decorato di Medaglia d’argento al valor militare, dopo la fine del conflitto andò a lavorare presso la Macchi di Varese. Nel 1921 si aggiudicò la prestigiosa Coppa Schneider per idrovolanti da corsa nell'edizione tenutasi a Venezia, volando su M.7bis alla media di 189,500 km/h.

## Biografia
Nacque a Firenze nel 1892. Nel 1915 terminagli studi all'università di Pisa e si arruola nel battaglione dei volontari di Carlo Montù. Mandato come Allievo pilota al campo d'aviazione di Mirafiori dove conseguì il brevetto di pilota e poi in Francia per l'abilitazione al volo acrobatico su velivoli Nieuport Bebé. Rientrato in Patria, promosso sottotenente nel 1916., fu assegnato alla 75ª Squadriglia.
Nel marzo 1917 andò poi nella 77ª Squadriglia al comando di Pier Ruggero Piccio dove, per aver conseguito alcune vittorie aeree, fu decorato di Medaglia d'argento al valor militare.
Promosso tenente, tra l'estate del 1918 e quella del 1919 fu istruttore di volo presso il campo d'aviazione di Furbara, dove allenò anche piloti americani. Congedato alla fine del conflitto, andò a lavorare presso la Macchi di Varese. 
Nel 1920 si aggiudicò il trofeo di altezza a Monaco. Vinse la Coppa Mapelli per piccoli velivoli da turismo nel 1920 e 1921, volando su velivolo M.16, aggiudicandosi definitivamente il trofeo. Nel 1921 si aggiudicò il Concorso Lega, la Crociera dei Laghi Lombardi e la prestigiosa Coppa Schneider per idrovolanti da corsa nell'edizione tenutasi a Venezia, volando su M.7bis alla media di 189,500 km/h. Nel 1922 vinse il concorso di acrobazia di Sesto San Giovanni, la Giornata aviatoria di Como e la Coppa Deutsch. Nel 1924, con l'idrovolante M.24 si aggiudicò la Coppa Italia. Tra il 1923 e il 1924 fu direttore della scuola di volo per idrovolanti sull'idroscalo della Schiranna, eseguendo numerosi voli di consegna di aerei per la Spagna. Dopo la messa a punto dell'M.33 nel 1925 partecipò all'edizione della Coppa Schneider tenutasi a Baltimora (Stati Uniti d'America), arrivando al terzo posto alla media di 278,269 km/h. Nel 1926 andò alle dipendenze della società Costruzioni Meccaniche Aeronautiche S.A. di Marina di Pisa, in qualità di pilota collaudatore. 
Presso la CMASA curò la preparazione dei voli transoceanici, ed eseguì le prove di carico con il velivolo Wal nel 1930. Nel 1931 prese parte alla giornata dell'Ala a Roma ottenendo brillanti successi con alta acrobazia. Il 26 febbraio 1937 portò in volo per la prima volta il prototipo (MM.434) del nuovo caccia Fiat G.50 Freccia. Perse la vita sull'aeroporto di Pisa-San Giusto l'8 novembre dello stesso anno, durante un volo sul secondo prototipo (MM.435) del G.50 che precipitò al suolo dopo un passaggio ad alta velocità a bassissima quota.

### Fonti
1. 1 2 3 4 5 6 7 8 9 10  Mancini 1936, p. 222.
2. 1 2 3 4 5 6 7  Piccolo, Lancelotti, Lancelotti 2015, p. 59.
3. ↑  Guidi 1973, p. 13.
4. 1 2  Vergnano 1997, p. 7.
5. ↑  Ali e Uomini.